# Tomtarm

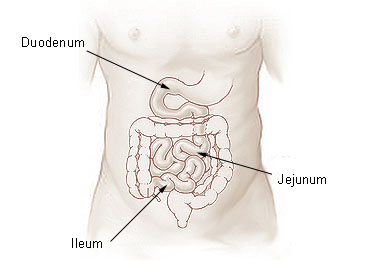
Tomtarmens placering i buken.

Tomtarmen, jejunum, av latin ieiunus, "tom", är en del av tunntarmen hos de flesta ryggradsdjur, inklusive däggdjur, kräldjur och fåglar. Den är belägen mellan tolvfingertarmen, duodenum, och krumtarmen, ileum.